# Magnetska histereza
Magnetska histereza pojava je kašnjenja magnetske indukcije u odnosu na promjenu jakosti magnetskoga polja. Ovisi o feromagnetskim materijalima u kojima se magnetsko polje inducira; manja je za meko željezo (na primjer slitine FeNi), a veća za tvrdo željezo (na primjer ugljične čelike). Gubitke magnetske histereze čini dio energije vanjskoga magnetskog polja koji se u feromagnetskim materijalima nepovratno pretvara u druge oblike energije, većinom u toplinu.
Na grafikonu je prikazana petlja histereze, zatvorena simetrična krivulja koja nastaje pri izmjeničnom magnetiziranju. Površina petlje razmjerna je utrošku energije potrebne za jedan ciklus premagnetiziranja. Ako se uzbudno magnetsko polje mijenja od minimalne vrijednosti – Hmin do maksimalne vrijednosti + Hmax i obratno, magnetska se indukcija povećava od – Bmin do + Bmax po grani krivulje, a smanjuje od + Bmax do – Bmin. Jakost magnetskoga polja na primjer Hx1 odgovara jedan put magnetska indukcija By1, a drugi put By2, odnosno, vrijednost je magnetske indukcije prilikom magnetiziranja materijala manja, a prilikom demagnetiziranja veća.

## Remanencija
Ako se nakon magnetiziranja smanji jakost magnetskog polja H na nulu, ostat će u željezu magnetska indukcija Br, koja se naziva remanencijom. Remanencija (oznaka Br) je magnetska indukcija zaostala u materijalu nakon što je prestalo djelovati vanjsko magnetsko polje. Ovisno o vrsti materijala, može iznositi od 0,2 T pa do približno 2 T.

## Koercitivna sila
Koercitivna sila (oznaka Hk) je jakost magnetskoga polja potrebna za poništenje remanencije, suprotnog je smjera jakosti magnetskoga polja magnetiziranja. Meki magnetski materijali imaju koercitivne sile veće od 0,3 A/m, a tvrdi manje od 800 kA/m. Primjerice, dobar stalni magnet ima veliku remanenciju i koercitivnu silu, a to daje široku petlju histereze. Za magnetske krugove električnih motora, generatora i transformatora potrebna je što veća maksimalna magnetska indukcija sa što užom petljom, kako bi gubitci energije zbog histereze bili manji. Za specijalne jezgre magnetskih pojačala i slične primjene potrebna je što uža i strmija petlja, to jest visoka remanencija i mala koercitivna sila.

## Feromagnetizam
Feromagnetizam je svojstvo karakteristično za željezo, nikal, kobalt i gadolinij, za njihove međusobne slitine i neke spojeve s drugim elementima, a samo za malen broj tvari u kojima se ta četiri elementa ne pojavljuju. Feromagnetične tvari imaju izrazitu relativnu magnetsku permeabilnost, znatno veću od 1 (od 1000 do 10 000). Feromagnetizam nastaje kao posljedica jakih međudjelovanja (interakcija) magnetskih momenata atoma, zbog čega nastaje kolektivno magnetsko uređenje, takozvana spontana magnetizacija, koja se s porastom temperature smanjuje. Zbog toga feromagnetične tvari pokazuju jaku "magnetičnost", u vanjskome magnetskome polju postaju inducirani magneti koje zatim to polje privlači. To inducirano polje mogu zadržati neko vrijeme, pa i stalno. 
Osobito je važna Curiejeva točka, tj. granična temperatura iznad koje te tvari gube feromagnetična svojstva i postaju paramagnetici (za željezo 758 °C, nikal 360 °C, kobalt 1075 °C, gadolinij 16 °C). Hlađenjem na temperaturu nižu od Curiejeve ponovno nastaje feromagnetsko stanje. Feromagnetične tvari imaju više ili manje izražen takozvani remanentni magnetizam ili zaostali magnetizam: ako ih se dovede u magnetsko polje i zatim djelovanje polja ukloni, njihova magnetizacija ne iščezne potpuno (histereza). Tako se od tvari s velikim remanentnim magnetizmom dobivaju jaki stalni ili permanentni magneti. Posebnu skupinu feromagnetičnih materijala čine tvari poznate pod nazivom ferit.
Antiferomagnetici (na primjer manganov oksid, manganov sulfid, željezni sulfid) su tvari kojima magnetska permeabilnost na kritičnoj temperaturi (slično Curiejevoj točki) prolazi kroz maksimum. Te su tvari po ostalim magnetskim svojstvima vrlo slične feromagneticima, odnosno iznad takozvane antiferomagnetske Curiejeve točke paramagneticima.